# مهدي الدرجئي
السيد مهدي الدرجئي من فقهاء الشيعة في القرن الرابع عشر الهجري.

## التعريف
ولد السيد مهدي الدرجئي ابن السيد مرتضى سنة 1278 هجرية في قرية دُرْجه (بالفارسي: دُرْچه) من توابع أصفهان. بدأ دراسته في العلوم الدينية في المقدمات والسطوح في حوزة أصفهان، ومن ثم النجف حتى بلغ درجة الاجتهاد، ثم رجع إلى أصفهان وشرع بالتدريس في حوزتها. السيد مهدي هو شقيق لكل من السيد محمد باقر والسيد محمد حسين، ويعد السيد محمد حسين شريعت الدرجئي، والسيد أبوتراب مرتضوي الدرجئي، والسيد مصطفى شريعت الدرجئي هم من أولاده. توفي 10 ربيع الأول عام 1364 هجري، ودفن في تخت فولاد بأصفهان إلى جانب أخيه السيد محمد باقر في تكيه كازورني.

### الأعمال
للسيد مهدي الدرجئي أعمال في الفقه وأصوله، منها:
- دورة في أصول الفقه من بداية مباحث الألفاظ حتى نهاية التعادل والتراجيح
- كتاب الطهارة
- كتاب الصلاة
- رسالة في الصوم
- رسالة في الرضاع[2]

## الهوامش
1. ↑  درچه‌ای، ستاره‌ای از شرق، 1383ش، 845.
2. 1 2 3  مهدوی، تذکرة القبور، 1348ش، ج1، ص368.
3. ↑  درچه‌ای، ستاره‌ای از شرق، 1383ش، 847.
4. ↑  مهدوی، دانشمندان و بزرگان اصفهان، 1384ش، ج1، ص368؛ درچه‌ای، ستاره‌ای از شرق، 1383ش، 847.